# Bryophryne
Bryophryne é um gênero de anfíbios da família Craugastoridae.
As seguintes espécies são reconhecidas:
- Bryophryne abramalagae Lehr & Catenazzi, 2010
- Bryophryne bustamantei (Chaparro, De la Riva, Padial, Ochoa & Lehr, 2007)
- Bryophryne cophites (Lynch, 1975)
- Bryophryne flammiventris Lehr & Catenazzi, 2010
- Bryophryne gymnotis Lehr & Catenazzi, 2009
- Bryophryne hanssaueri Lehr & Catenazzi, 2009
- Bryophryne nubilosus Lehr & Catenazzi, 2008
- Bryophryne phuyuhampatu Catenazzi A, Ttito A, Diaz MI & Shepack A, 2017
- Bryophryne zonalis Lehr & Catenazzi, 2009